# NGC 1023
NGC 1023 je čočková galaxie v souhvězdí Persea. Od Země je vzdálená přibližně 34 milionů světelných let
a je hlavním členem malé skupiny galaxií NGC 1023.

## Pozorování
Je nejjasnější galaxií v souhvězdí Persea. Leží v západní části souhvězdí u hranice se souhvězdím Andromedy. Dá se najít asi 2° severozápadně od hvězdy 16 Persei, která má magnitudu 4,2. Její eliptický tvar je zřetelný už v malých dalekohledech. Ve středně velkém dalekohledu se ukáže jasné jádro obklopené slabším halem.

## Historie pozorování
Tuto galaxii objevil William Herschel 18. října 1786. Později ji pozoroval také jeho syn John, který ji zapsal do svého katalogu General Catalogue of Nebulae and Clusters pod pořadovým číslem 575.

## Vlastnosti
Od Země je vzdálená 34 milionů světelných let a je hlavním členem skupiny galaxií NGC 1023, kam patří i NGC 1003, IC 239, UGC 2034 a možná ještě několik dalších galaxií.
Spolu s galaxií PGC 10139 (NGC 1023A) je v Atlasu pekuliárních galaxií zapsána pod označením Arp 135 jako příklad eliptické galaxie s blízkou odtrženou částí.